# تئوفیل آبگا
تئوفیل آبگا (انگلیسی: Théophile Abega; ۹ ژوئیهٔ ۱۹۵۴ – ۱۵ نوامبر ۲۰۱۲) بازیکن فوتبال اهل کامرون بود.
از باشگاه‌هایی که در آن بازی کرده‌است می‌توان به باشگاه فوتبال تولوز اشاره کرد.
وی همچنین در تیم‌های ملی فوتبال زیر ۲۳ سال کامرون و کامرون بازی کرده‌است.